# Octavia Grace Ritchie
 Octavia Grace Ritchie England  (16 janvier 1868 - 1er février 1948) est une femme médecin et suffragette canadienne. En 1891, elle devient la première femme à recevoir un diplôme de médecine au Québec.

## Biographie
Octavia Grace Ritchie est née à Montréal, fille de Thomas Weston Ritchie et de Jessie Torrance Fisher. Son père est un avocat. Elle fréquente la High School of Montreal. En 1888, elle est la première femme à prononcer le discours d'adieu à l'Université McGill. Elle voulait poursuivre ses études de médecine à McGill, mais se voit refuser l'admission en raison de son sexe. Au lieu de cela, elle fréquente le Kingston Women's Medical College, puis est transférée au Bishop's College School, où elle termine ses études en 1891, devenant la première femme à obtenir un diplôme en médecine au Québec . En tant qu'étudiantes en médecine à Bishop's, Octavia Grace Ritchie et Maude Abbott forment une organisation, l'Association for the Professional Education of Women, pour défendre d'autres femmes à la recherche d'un diplôme en médecine ou d'autres diplômes supérieurs.